# 应天职业技术学院
应天职业技术学院是位于江苏省南京市江宁区的一所民办全日制普通专科学校。

## 历史
前身为江苏省幼儿师范学校，建立于1960年代。
现于2024年9月关闭了月华路校区，同时注销了微信公众号。

## 院系设置
- 教师教育学院
- 管理工程系
- 商学院
- 信息工程系
- 机电工程系
- 艺术与设计系
- 继续教育学院